# 关机
关机，即受控地正常断开电脑电力。关机后，CPU、RAM部件和硬盘等都会失去电力；而一些内部零件仍会维持电源供应，如时钟。

## 实现

### Windows
在Microsoft Windows（PC或服务器）通常选择桌面开始菜单的关机键关机，弹出的菜单提供关机，重新启动与待机等选项。系统还提供了可以在命令行窗口执行的shutdown命令。shutdown.exe是一个可以关闭用户本地计算机或网络中另一台计算机的命令行界面关机程序，位于%windir%\System32\shutdown.exe。

命令格式：
```
shutdown [/i 
|
 /l 
|
 /s 
|
 /r 
|
 /a 
|
 /p 
|
 /h 
|
 /e] [/f] [/m \\
<
计算机名
>
] [/t 
<
XXX
>
] [/d [p
|
u:]
<
XX
>
:
<
YY
>
] [/c 
"注释"
]]

```

| 参数                | 功能描述 |
| ------------------- | --- |
| /i                  | 显示远程关机对话框。 若指定该参数，其必须是该命令后的第一个参数。如果指定该参数，其它选项会被忽略。 |
| /l                  | 注销用户。默认参数。 不能与/m或/t一起使用。 |
| /s                  | 关闭计算机。 |
| /r                  | 关闭并重新启动计算机。 |
| /g （部分系统支持） | 关闭并重新启动计算机。 系统重新启动后，重新启动所有注册的应用程序。 |
| /a                  | 中止系统关闭。只能在超时期间使用。 |
| /p                  | 仅关闭本地计算机，无超时与警告。 可与/d与/f选项连用。 |
| /h                  | 休眠本地计算机。 可与/f一起使用。 |
| /e                  | 记录计算机意外关闭的原因。 |
| /f                  | 强制正在运行的应用程序关闭，不前台警告用户。 当为/t参数指定大于 0 的值时，则默示/f参数。 |
| /m [\\ 计算机名]    | 关闭网络上的计算机时指定目标计算机。 |
| /t xxx              | 设置关闭前的超时为 xxx 秒，不指定该参数时会默认为30。 如果超时时间大于0，则默示/f参数。 会在本地控制台上显示警告。                                                                                                  |
| /d [p\|u:]xx:yy     | 提供重新启动或关机的原因。 p 表明重新启动或关闭是计划内的。 u 表示原因由用户定义。 注：如果 p 和 u 均未指定，则是计划外重新启动或关闭。 xx 是主要原因号(小于 256 的正整数)。 yy 是次要原因号(小于 65536 的正整数)。 |
| /c "注释"           | 重新启动或关闭的原因的注释。 最多允许511个字符。 |

注：不同操作系统略有变化，可使用shutdown /?获取帮助信息。
Windows同其他操作系统一样可以禁止特定的用户关闭计算机。在家庭个人电脑中，每个用户都可以关机。但在大型网络的计算机中（比如活动目录），系统管理员可以撤销特定用户的关机权限。现在有很多可以使Windows系统的关机任务自动化的工具。网站「Windows Shutdown」列出了一些可以自动化关机任务的工具。
在Windows中，程序可以通过调用ExitWindowsEx或NtShutdownSystem函数来关闭计算机。

### macOS
在macOS可以在苹果菜单中选择「关机…」或按下电源键唤出电源管理对话框后选择「关机」按钮。系统管理员可以用Unixshutdown命令。按下[Alt]+[Command]+[弹出光驱]按钮也可以关机，但系统不会对用户有任何提示。

### Unix与Linux
在Unix和Linux中，可以用shutdown命令来关机或重启计算机。只有超级用户才能关机。
这条命令的常见用法是shutdown -h now，用来立即关闭计算机。另一个常见用法是shutdown -r now，用来重启计算机。还有一种常见用法能让用户指定确切关机时间或延迟关机时间：shutdown -h 20:00会让计算机在8:00PM关机，shutdown -r -t 60会让计算机在这条命令执行的60秒（一分钟）后重启。要取消正在进行的关机，可使用shutdown -c。

## 扩展阅读
- Spolsky, Joel. . Joel on Software. 21 November 2006  [25 August 2010]. （原始内容存档于2016-11-23）.